# Mistrzostwa Świata w Piłce Ręcznej Kobiet 2013 (eliminacje)
Kwalifikacje do Mistrzostw Świata w Piłce Ręcznej Kobiet 2013 miały na celu wyłonienie żeńskich reprezentacji narodowych w piłce ręcznej, które wystąpiły w finałach tego turnieju.

## Informacje ogólne
Turniej finałowy organizowanych przez IHF mistrzostw świata odbył się w Serbii w grudniu 2013 roku i wzięły w nim udział dwadzieścia cztery drużyny. Automatycznie do mistrzostw zakwalifikowała się reprezentacja Norwegii jako mistrz świata z 2011 i Serbia jako organizator imprezy. O pozostałe 22 miejsca odbywały się kontynentalne kwalifikacje. Wolne miejsca zostały podzielone według następującego klucza geograficznego: Europie przydzielono 10 miejsc, Ameryce (Południowej wspólnie z Północną) i Afryce przyznano po cztery miejsca, trzy przypadły Azji, a jedno Oceanii.

## Zakwalifikowane zespoły
| Kraj                          | Strefa kwalifikacyjna                | Mistrzostwa 2011 |
| ----------------------------- | ------------------------------------ | ---------------- |
| Serbia                        | Gospodarz                            | –                |
| Norwegia                      | Mistrz Świata 2011                   | Mistrzostwo      |
| Angola                        | Mistrzostwa Afryki 2012 – 1 miejsce  | 8. miejsce       |
| Tunezja                       | Mistrzostwa Afryki 2012 – 2 miejsce  | 18. miejsce      |
| Demokratyczna Republika Konga | Mistrzostwa Afryki 2012 – 3 miejsce  | –                |
| Algieria                      | Mistrzostwa Afryki 2012 – 4 miejsce  | –                |
| Czarnogóra                    | Mistrzostwa Europy 2012              | 10. miejsce      |
| Węgry                         | Mistrzostwa Europy 2012              | –                |
| Hiszpania                     | Europa - Play-off                    | 3. miejsce       |
| Rumunia                       | Europa - Play-off                    | 13. miejsce      |
| Czechy                        | Europa - Play-off                    | –                |
| Polska                        | Europa - Play-off                    | –                |
| Dania                         | Europa - Play-off                    | 4. miejsce       |
| Holandia                      | Europa - Play-off                    | 15. miejsce      |
| Niemcy                        | Europa - Play-off                    | 17. miejsce      |
| Francja                       | Europa - Play-off                    | 2. miejsce       |
| Korea Południowa              | Mistrzostwa Azji 2012 - 1 miejsce    | 11. miejsce      |
| Chiny                         | Mistrzostwa Azji 2012 - 2 miejsce    | 21. miejsce      |
| Japonia                       | Mistrzostwa Azji 2012 - 3 miejsce    | 14. miejsce      |
| Brazylia                      | Mistrzostwa Ameryki 2013 - 1 miejsce | 5. miejsce       |
| Argentyna                     | Mistrzostwa Ameryki 2013 - 2 miejsce | 23. miejsce      |
| Dominikana                    | Mistrzostwa Ameryki 2013 - 3 miejsce | –                |
| Paragwaj                      | Mistrzostwa Ameryki 2013 - 4 miejsce | –                |
| Australia                     | Mistrz Oceanii                       | 24. miejsce      |

## Eliminacje
| Kontynent | Związek | Miejsca   | Turniej                         | World Map IHF |
| Europa    | EHF     | 2 miejsca | Mistrzostwa Europy 2012         | World Map IHF |
| Europa    | EHF     | 8 miejsc  | Europejski turniej eliminacyjny | World Map IHF |
| Afryka    | CAHB    | 4 miejsca | Mistrzostwa Afryki 2012         | World Map IHF |
| Ameryka   | PATHF   | 4 miejsca | Mistrzostwa Ameryki 2013        | World Map IHF |
| Azja      | AHF     | 3 miejsca | Mistrzostwa Azji 2012           | World Map IHF |
| Oceania   | OHF     | 1 miejsce | Puchar Narodów Oceanii 2013     | World Map IHF |

## Europa
Chęć udziału w mistrzostwach świata wyraziły 32 europejskie federacje piłki ręcznej. Szesnaście z tych drużyn uczestniczyło w turnieju głównym ME, z którego dwie najlepsze drużyny (prócz Serbii i Norwegii, które miały już zapewniony awans) uzyskały bezpośredni awans, pozostałe szesnaście natomiast, podzielone na cztery czterozespołowe grupy, rozegrały turnieje o cztery miejsca uprawniające do udziału w fazie play-off. Zwycięzcy grup, a także dwanaście drużyn, które nie uzyskały awansu z mistrzostw kontynentu, podzielone na osiem par rozegrały pomiędzy sobą dwumecze o awans do turnieju głównego mistrzostw świata.

### Europejski turniej eliminacyjny – faza grupowa
Losowanie grup odbyło się 24 lipca 2012 roku w Wiedniu. Pierwotnie szesnaście drużyn podzielonych zostało na trzy koszyki według wyników osiągniętych w eliminacjach do ME 2012, a w wyniku losowania miały zostać utworzone cztery czterozespołowe grupy, w których drużyny miały rywalizować systemem kołowym w okresie od 4 października–2 grudnia 2012 roku, choć możliwe było za zgodą wszystkich zespołów z danej grupy również przeprowadzenie eliminacji w formie turnieju rozegranego w jednej hali w dniach 28 listopada–2 grudnia 2012 roku. Po wycofaniu się reprezentacji Wielkiej Brytanii system został zmodyfikowany i powstały trzy czterozespołowe grupy i jedna składająca się z trzech drużyn.
| Koszyk 1   |
| ---------- |
| Austria    |
| Białoruś   |
| Holandia   |
| Polska     |
| Portugalia |
| Słowacja   |
| Turcja     |

| Koszyk 2        |
| --------------- |
| Azerbejdżan     |
| Grecja          |
| Włochy          |
| Litwa           |
| Słowenia        |
| Szwajcaria      |
| Wielka Brytania |

| Koszyk 3  |
| --------- |
| Finlandia |
| Izrael    |

| Grupa 1    | Grupa 2  | Grupa 3  | Grupa 4     |
| ---------- | -------- | -------- | ----------- |
| Słowacja   | Austria  | Białoruś | Turcja      |
| Szwajcaria | Holandia | Polska   | Portugalia  |
| Grecja     | Słowenia | Litwa    | Azerbejdżan |
| Finlandia  | Izrael   | Włochy   |             |

Jedynie zwycięzcy grup awansowali do fazy play-off europejskich eliminacji. Drużyny z grup 1 i 2 rywalizowały w turniejach na Słowacji i w Holandii na przełomie listopada i grudnia 2012, grupy 3 i 4 rozegrały eliminacje w systemie mecz-rewanż w sześciu terminach:
- Runda 1: 3–4 października 2012
- Runda 2: 6–7 października 2012
- Runda 3: 21–22 listopada 2012
- Runda 4: 24–25 listopada 2012
- Runda 5: 28–29 listopada 2012
- Runda 6: 1–2 grudnia 2012.

Do dalszej fazy rozgrywek awansowały Turcja, Słowacja, Holandia i Polska.

#### Grupa 1
| 30 listopada 201215:30 | Szwajcaria | 37:27(17:15) | Finlandia | Mestská športová hala, Partizánske Widzów: 350 |
| 30 listopada 201215:30 |            | 37:27(17:15) |           | Mestská športová hala, Partizánske Widzów: 350 |

| 30 listopada 201218:00 | Słowacja | 30:16(15:8) | Grecja | Mestská športová hala, Partizánske Widzów: 1 000 |
| 30 listopada 201218:00 |          | 30:16(15:8) |        | Mestská športová hala, Partizánske Widzów: 1 000 |

| 1 grudnia 201215:30 | Grecja | 23:35(12:11) | Szwajcaria | Mestská športová hala, Partizánske Widzów: 350 |
| 1 grudnia 201215:30 |        | 23:35(12:11) |            | Mestská športová hala, Partizánske Widzów: 350 |

| 1 grudnia 201218:00 | Finlandia | 18:38(8:20) | Słowacja | Mestská športová hala, Partizánske Widzów: 1 000 |
| 1 grudnia 201218:00 |           | 18:38(8:20) |          | Mestská športová hala, Partizánske Widzów: 1 000 |

| 2 grudnia 201215:30 | Grecja | 24:23(18:11) | Finlandia | Mestská športová hala, Partizánske Widzów: 350 |
| 2 grudnia 201215:30 |        | 24:23(18:11) |           | Mestská športová hala, Partizánske Widzów: 350 |

| 2 grudnia 201218:00 | Słowacja | 26:24(14:10) | Szwajcaria | Mestská športová hala, Partizánske Widzów: 1 238 |
| 2 grudnia 201218:00 |          | 26:24(14:10) |            | Mestská športová hala, Partizánske Widzów: 1 238 |

#### Grupa 2
| 29 listopada 201217:30 | Austria | 22:26(13:12) | Słowenia | Omnisport Apeldoorn, Apeldoorn Widzów: 200 |
| 29 listopada 201217:30 |         | 22:26(13:12) |          | Omnisport Apeldoorn, Apeldoorn Widzów: 200 |

| 29 listopada 201220:00 | Holandia | 47:20(22:10) | Izrael | Omnisport Apeldoorn, Apeldoorn Widzów: 500 |
| 29 listopada 201220:00 |          | 47:20(22:10) |        | Omnisport Apeldoorn, Apeldoorn Widzów: 500 |

| 30 listopada 201217:30 | Izrael | 22:40(13:19) | Austria | Omnisport Apeldoorn, Apeldoorn Widzów: 600 |
| 30 listopada 201217:30 |        | 22:40(13:19) |         | Omnisport Apeldoorn, Apeldoorn Widzów: 600 |

| 30 listopada 201220:00 | Słowenia | 23:24(10:12) | Holandia | Omnisport Apeldoorn, Apeldoorn Widzów: 1 800 |
| 30 listopada 201220:00 |          | 23:24(10:12) |          | Omnisport Apeldoorn, Apeldoorn Widzów: 1 800 |

| 2 grudnia 201211:00 | Słowenia | 38:19(15:12) | Izrael | Omnisport Apeldoorn, Apeldoorn Widzów: 400 |
| 2 grudnia 201211:00 |          | 38:19(15:12) |        | Omnisport Apeldoorn, Apeldoorn Widzów: 400 |

| 2 grudnia 201213:30 | Austria | 18:30(9:16) | Holandia | Omnisport Apeldoorn, Apeldoorn Widzów: 1 600 |
| 2 grudnia 201213:30 |         | 18:30(9:16) |          | Omnisport Apeldoorn, Apeldoorn Widzów: 1 600 |

#### Grupa 3
| 3 października 201219:00 | Białoruś | 42:22(22:13) | Litwa | Sport Complex Olympiets, Mohylew Widzów: 2 000 |
| 3 października 201219:00 |          | 42:22(22:13) |       | Sport Complex Olympiets, Mohylew Widzów: 2 000 |

| 4 października 201220:00 | Włochy | 11:32(6:15) | Polska | Palazzetto dello sport Oderzo, Oderzo Widzów: 700 |
| 4 października 201220:00 |        | 11:32(6:15) |        | Palazzetto dello sport Oderzo, Oderzo Widzów: 700 |

| 7 października 201216:00 | Litwa | 27:29(11:16) | Włochy | Cido Arena, Poniewież Widzów: 400 |
| 7 października 201216:00 |       | 27:29(11:16) |        | Cido Arena, Poniewież Widzów: 400 |

| 7 października 201217:10 | Polska | 29:19(17:13) | Białoruś | Arena Legionowo, Legionowo Widzów: 1 000 |
| 7 października 201217:10 |        | 29:19(17:13) |          | Arena Legionowo, Legionowo Widzów: 1 000 |

| 21 listopada 201220:30 | Polska | 48:18(21:11) | Litwa | Hala Widowiskowo-Sportowa, Elbląg Widzów: 2 100 |
| 21 listopada 201220:30 |        | 48:18(21:11) |       | Hala Widowiskowo-Sportowa, Elbląg Widzów: 2 100 |

| 22 listopada 201220:00 | Włochy | 16:30(9:11) | Białoruś | Palasport A. Marchetti, Rovereto Widzów: 500 |
| 22 listopada 201220:00 |        | 16:30(9:11) |          | Palasport A. Marchetti, Rovereto Widzów: 500 |

| 24 listopada 201216:00 | Litwa | 19:32(10:17) | Polska | Cido Arena, Poniewież Widzów: 150 |
| 24 listopada 201216:00 |       | 19:32(10:17) |        | Cido Arena, Poniewież Widzów: 150 |

| 25 listopada 201214:00 | Białoruś | 29:16(14:7) | Włochy | Sport Complex Olympiets, Mohylew Widzów: 2 000 |
| 25 listopada 201214:00 |          | 29:16(14:7) |        | Sport Complex Olympiets, Mohylew Widzów: 2 000 |

| 28 listopada 201218:00 | Polska | 39:12(18:7) | Włochy | Hala Widowiskowo-Sportowa, Kwidzyn Widzów: 1 500 |
| 28 listopada 201218:00 |        | 39:12(18:7) |        | Hala Widowiskowo-Sportowa, Kwidzyn Widzów: 1 500 |

| 28 listopada 201220:00 | Litwa | 26:47(12:22) | Białoruś | Kauno sporto halė, Kowno Widzów: 300 |
| 28 listopada 201220:00 |       | 26:47(12:22) |          | Kauno sporto halė, Kowno Widzów: 300 |

| 1 grudnia 201220:30 | Włochy | 32:30(16:17) | Litwa | Palasport A. Marchetti, Rovereto Widzów: 200 |
| 1 grudnia 201220:30 |        | 32:30(16:17) |       | Palasport A. Marchetti, Rovereto Widzów: 200 |

| 2 grudnia 201215:00 | Białoruś | 22:30(11:13) | Polska | Sport Complex Olympiets, Mohylew Widzów: 1 900 |
| 2 grudnia 201215:00 |          | 22:30(11:13) |        | Sport Complex Olympiets, Mohylew Widzów: 1 900 |

#### Grupa 4
| 3 października 201218:00 | Turcja | 35:19(16:7) | Azerbejdżan | THF Spor Salonu, Ankara Widzów: 1 500 |
| 3 października 201218:00 |        | 35:19(16:7) |             | THF Spor Salonu, Ankara Widzów: 1 500 |

| 6 października 201217:00 | Portugalia | 38:36(20:17) | Turcja | Pavilhão Desportos, Anadia Widzów: 1 400 |
| 6 października 201217:00 |            | 38:36(20:17) |        | Pavilhão Desportos, Anadia Widzów: 1 400 |

| 21 listopada 201217:00 | Azerbejdżan | 27:23(17:13) | Portugalia | ABU Arena, Baku Widzów: 400 |
| 21 listopada 201217:00 |             | 27:23(17:13) |            | ABU Arena, Baku Widzów: 400 |

| 24 listopada 201217:00 | Azerbejdżan | 26:30(12:13) | Turcja | ABU Arena, Baku Widzów: 500 |
| 24 listopada 201217:00 |             | 26:30(12:13) |        | ABU Arena, Baku Widzów: 500 |

| 28 listopada 201220:00 | Portugalia | 31:26(15:11) | Azerbejdżan | Pavilhão Municipal da Torre da Marinha, Seixal Widzów: 1 500 |
| 28 listopada 201220:00 |            | 31:26(15:11) |             | Pavilhão Municipal da Torre da Marinha, Seixal Widzów: 1 500 |

| 1 grudnia 201211:00 | Turcja | 35:26(21:12) | Portugalia | THF Spor Salonu, Ankara Widzów: 1 200 |
| 1 grudnia 201211:00 |        | 35:26(21:12) |            | THF Spor Salonu, Ankara Widzów: 1 200 |

### Mistrzostwa Europy w Piłce Ręcznej Kobiet 2012
Kwalifikację na mistrzostwa świata uzyskały dwie najlepsze, prócz Serbii i Norwegii, które miały już zapewniony awans, drużyny Mistrzostw Europy 2012, które odbyły się w dniach 4-16 grudnia 2012 roku w Serbii. Okazały się nimi pozostałe dwie półfinalistki tego turnieju – reprezentantki Czarnogóry i Węgier.

### Europejski turniej eliminacyjny – faza play-off
W tej fazie rozgrywek wzięło udział szesnaście reprezentacji narodowych – dwanaście drużyn uczestniczących w mistrzostwach kontynentu, które dotychczas nie uzyskały awansu, oraz czterech zwycięzców grup w fazie grupowej eliminacji. Losowanie ośmiu par odbyło się 16 grudnia 2012 roku w Belgradzkiej Arenie w ostatnim dniu Mistrzostw Europy 2012. W pierwszym koszyku znalazły się drużyny, które na ME 2012 zajęły miejsca 5–12, zespoły z miejsc 13–16 oraz czterej kwalifikanci trafili do koszyka drugiego. Dwumecze odbyły się w dniach 1–2 czerwca i 8–9 czerwca 2013 roku, a ich zwycięzcy awansowali do turnieju finałowego mistrzostw świata.
W dwumeczach lepsze okazały się reprezentantki Hiszpanii, Polski, Czech, Rumunii, Danii, Holandii, Francji i Niemiec. 

#### Mecz 1
| 1 czerwca 201316:00 | Słowacja | 21:23(11:12) | Rumunia | Mestská športová hala, Partizánske Widzów: 1 200 Sędzia: Olesen, Pedersen |
| 1 czerwca 201316:00 |          | 21:23(11:12) |         | Mestská športová hala, Partizánske Widzów: 1 200 Sędzia: Olesen, Pedersen |

| 1 czerwca 201319:30 | Francja | 18:18(5:10) | Chorwacja | L'Axone, Montbéliard Widzów: 4 800 Sędzia: Stoļarovs, Līcis |
| 1 czerwca 201319:30 |         | 18:18(5:10) |           | L'Axone, Montbéliard Widzów: 4 800 Sędzia: Stoļarovs, Līcis |

| 1 czerwca 201320:15 | Macedonia Północna | 21:27(11:14) | Hiszpania | SRC Kale, Skopje Widzów: 1 300 Sędzia: Herczeg, Südi |
| 1 czerwca 201320:15 |                    | 21:27(11:14) |           | SRC Kale, Skopje Widzów: 1 300 Sędzia: Herczeg, Südi |

| 2 czerwca 201314:00 | Holandia | 26:27(16:10) | Rosja | Topsportcentrum Rotterdam, Rotterdam Widzów: 2 000 Sędzia: Leandersson, Lindroos |
| 2 czerwca 201314:00 |          | 26:27(16:10) |       | Topsportcentrum Rotterdam, Rotterdam Widzów: 2 000 Sędzia: Leandersson, Lindroos |

| 2 czerwca 201315:00 | Niemcy | 24:16(13:7) | Ukraina | EWE Arena, Oldenburg Widzów: 2 600 Sędzia: Marić, Mašić |
| 2 czerwca 201315:00 |        | 24:16(13:7) |         | EWE Arena, Oldenburg Widzów: 2 600 Sędzia: Marić, Mašić |

| 2 czerwca 201316:00 | Islandia | 17:29(6:15) | Czechy | Vodafonevöllur, Reykjavík Widzów: 523 Sędzia: Lorente, Serradilla |
| 2 czerwca 201316:00 |          | 17:29(6:15) |        | Vodafonevöllur, Reykjavík Widzów: 523 Sędzia: Lorente, Serradilla |

| 2 czerwca 201318:15 | Szwecja | 23:26(13:16) | Polska | Idrottshuset, Örebro Widzów: 1 782 Sędzia: Ch. Bonaventura, J. Bonaventura |
| 2 czerwca 201318:15 |         | 23:26(13:16) |        | Idrottshuset, Örebro Widzów: 1 782 Sędzia: Ch. Bonaventura, J. Bonaventura |

| 2 czerwca 201319:00 | Turcja | 24:42(13:18) | Dania | THF Spor Salonu, Ankara Widzów: 1 500 Sędzia: Cvetko, Kavalar |
| 2 czerwca 201319:00 |        | 24:42(13:18) |       | THF Spor Salonu, Ankara Widzów: 1 500 Sędzia: Cvetko, Kavalar |

#### Mecz 2
| 7 czerwca 201319:00 | Hiszpania | 27:16(16:8) | Macedonia Północna | Polideportivo Municipal Los Pajaritos, Soria Widzów: 1 200 Sędzia: Stenrand, Birch |
| 7 czerwca 201319:00 |           | 27:16(16:8) |                    | Polideportivo Municipal Los Pajaritos, Soria Widzów: 1 200 Sędzia: Stenrand, Birch |

| 8 czerwca 201317:00 | Polska | 32:31(17:15) | Szwecja | Hala Widowiskowo-Sportowa, Elbląg Widzów: 2 800 Sędzia: Santos, Fonseca |
| 8 czerwca 201317:00 |        | 32:31(17:15) |         | Hala Widowiskowo-Sportowa, Elbląg Widzów: 2 800 Sędzia: Santos, Fonseca |

| 8 czerwca 201318:00 | Czechy | 26:21(15:9) | Islandia | Sportovní hala Most, Most Widzów: 1 000 Sędzia: Radič, Crnojević |
| 8 czerwca 201318:00 |        | 26:21(15:9) |          | Sportovní hala Most, Most Widzów: 1 000 Sędzia: Radič, Crnojević |

| 8 czerwca 201318:00 | Rumunia | 30:22(18:14) | Słowacja | Sala Sporturilor Antonio Alexe, Oradea Widzów: 2 500 Sędzia: Erdoğan, Özdeniz |
| 8 czerwca 201318:00 |         | 30:22(18:14) |          | Sala Sporturilor Antonio Alexe, Oradea Widzów: 2 500 Sędzia: Erdoğan, Özdeniz |

| 8 czerwca 201320:15 | Dania | 31:26(13:15) | Turcja | NRGi Arena, Aarhus Widzów: 2 452 Sędzia: Mazeika, Gatelis |
| 8 czerwca 201320:15 |       | 31:26(13:15) |        | NRGi Arena, Aarhus Widzów: 2 452 Sędzia: Mazeika, Gatelis |

| 9 czerwca 201317:00 | Rosja | 21:33(10:11) | Holandia | Pałac Sportu, Rostów nad Donem Sędzia: Brehmer, Skowronek |
| 9 czerwca 201317:00 |       | 21:33(10:11) |          | Pałac Sportu, Rostów nad Donem Sędzia: Brehmer, Skowronek |

| 9 czerwca 201318:30 | Chorwacja | 26:30(12:13) | Francja | OŠ Marija i Lina, Umag Widzów: 1 200 Sędzia: Florescu, Duţă |
| 9 czerwca 201318:30 |           | 26:30(12:13) |         | OŠ Marija i Lina, Umag Widzów: 1 200 Sędzia: Florescu, Duţă |

| 9 czerwca 201319:00 | Ukraina | 22:25(10:11) | Niemcy | Pałac Sportu, Kijów Widzów: 1 000 Sędzia: Brkic, Jusufhodzic |
| 9 czerwca 201319:00 |         | 22:25(10:11) |        | Pałac Sportu, Kijów Widzów: 1 000 Sędzia: Brkic, Jusufhodzic |

## Afryka
Turniejem kwalifikacyjnym w Afryce były mistrzostwa tego kontynentu, które odbyły się w dniach 11-20 stycznia 2012. Awans na mistrzostwa świata uzyskali jego półfinaliści: Angola, Tunezja, Demokratyczna Republika Konga i Algieria.

## Ameryka
Turniejem kwalifikacyjnym w Ameryce były mistrzostwa tego kontynentu, które odbyły się w dniach 1–8 lipca 2013 roku w Santo Domingo. Awans na mistrzostwa świata uzyskali jego półfinaliści: Brazylia, Argentyna, Dominikana i Paragwaj.

## Azja
Turniejem kwalifikacyjnym w Azji były mistrzostwa tego kontynentu, które odbyły się w dniach 7-16 grudnia 2012. Awans na mistrzostwa świata uzyskali jego medaliści: Korea Południowa, Chiny i Japonia.

## Oceania
Awans na mistrzostwa świata uzyskał zwycięzca Pucharu Narodów Oceanii, który odbył się w dniach 26–27 kwietnia 2013 roku w Wellington. Lepsza w dwumeczu okazała się Australia.